# Mageia
Mageia（マギア、フランス語発音: [maʒeja]）はLinuxベースのオペレーティングシステムで、フリーなオープンソースソフトウェアとして配布される。MageiaはMandriva Linuxディストリビューションの派生である。MageiaはオラクルのMySQLをMariaDBに置き換えた最初のLinuxディストリビューションである。ギリシア語におけるmageia (μαγεία) は、魔術、妖術、手品、魔法を意味する。
このソフトウェアディストリビューションの初代Mageia 1のリリースは、2011年6月に行われた。

## 歴史
Mageiaは2010年に、Mandriva S.A.の以前の従業員や、Mandrivaコミュニティに属する数名の他の開発者、ユーザーそして支持者から成るグループによりMandriva Linuxの派生として作られた。
2010年9月2日、Mandrivaの子会社の1つであるEdge ITがパリのTribunal de commerceにより清算プロセスの下に置かれた。その有効期限は9月17日までで、全ての資産が清算され従業員は解雇された。
あくる日の2010年9月18日に以前の従業員の内、Mandriva Linuxディストリビューションの開発および保守の主な責任者であった数名とコミュニティメンバー数名がMageiaを作ることをアナウンスし、さらにMageiaはMandriva Linuxの開発者、ユーザーそして従業員達から成るコミュニティに属する多くのメンバーがサポートすることもアナウンスした。

## デスクトップ環境
他の多くのディストリビューションのように、Mageiaでは主要なデスクトップ環境を全て使える。Mandrake/Mandriva Linuxと同様、KDEがメインでかつ最も多く使われている環境である。エンドユーザーは、スモールインストールDVDエディションではKDEとGNOMEのいずれかを、フルDVDエディションでは任意の環境の中から一つを、そしてdual-arch CDではXfceを選択できる。デスクトップ環境の選択にはMageia Control Centerが使われる。LXDE、LXQt、Cinnamon、MATEおよびEnlightenmentも利用可能である。 

## 開発
Mageiaは9ヶ月サイクルでリリースされるよう計画されており、さらに各リリースは18ヶ月間サポートされる。
最新安定版バージョンはMageia 7.1で、2019年7月にリリースされた。

### バージョン履歴
| バージョン                     | リリース日 | サポート終了日          | カーネルバージョン |
| ------------------------------ | ---------- | ----------------------- | ------------------ |
| 1                              | 2011-06-01 | 2012-12-01              | 2.6.38.7           |
| 2                              | 2012-05-22 | 2013-11-22              | 3.3.6              |
| 3                              | 2013-05-19 | 2014-11-26              | 3.8.13             |
| 4                              | 2014-02-01 | 2015-09-19              | 3.12.13            |
| 4.1                            | 2014-06-20 | 2015-09-19              | 3.12.21            |
| 5                              | 2015-06-19 | 2017-12-31              | 3.19.8             |
| 5.1                            | 2016-12-02 | 2017-12-31              | 4.4.30             |
| 6                              | 2017-07-16 | 2019-09-30              | 4.9.35             |
| 6.1                            | 2018-10-05 | 2019-09-30              | 4.14.70            |
| 7.0                            | 2019-07-01 | 2021-06-30              | 5.1.14             |
| 7.1                            | 2019-07-16 | 2021-06-30              | 5.1.14             |
| 8                              | 2021-02-28 | 2023-11-30              | 5.10.16            |
| 9                              | 2023-09-04 | 最新版リリースの3ヶ月後 | 6.4                |
| 凡例サポート終了現行バージョン |            |                         |                    |

## 派生製品

Red Hat 系統樹

Mandriva SAは、新しいBusiness Server製品の技術的プラットフォームとしてMageiaディストリビューションを使う予定だとアナウンスした。